# 수원 화령전
수원 화령전(水原 華寧殿)은 대한민국 경기도 수원시  팔달구 신풍로23번길 34 (신풍동)에 있는 조선시대의 제사유적으로, 순조가 정조의 어진(御眞)을 봉안(奉安)하고 제사를 지내던 곳이다. 옆에 화성행궁이 있다. 1963년 1월 21일 대한민국의 사적 제115호 화령전으로 지정되었다가, 2011년 7월 28일 현재의 명칭으로 변경되었다.

## 개요
정조의 어진(御眞) 즉 초상화를 모셨던 곳이다. 조선시대에는 왕의 어진을 모신 건물이 전국 여러 곳에 있었지만 지금은 전주 경기전과 개성 목청전 및 창덕궁 선원전 그리고 화령전만이 남아있다.
화령전은 정조 승하 이듬해인 1801년(순조원년)에 세워졌는데 이때 현륭원 재실에 모시고 있던 정조 어진과 창덕궁 주합루에 있던 어진을 함께 봉안하였다. 현재 화령전에 모셔져 있는 어진은 1954년에 일어난 부산 용두산공원 대화재로 인하여 정조 어진이 소실된 이후에 새로 만든 영정이다.
1804년(순조4) 순조가 처음 화성에 와서 융릉과 건릉에서 제를 올리고 화령전에서 술잔을 올리는 작헌례를 치렀다. 순조는 재위 중에 아홉 차례 이상 작헌례를 지냈으며 이후 헌종, 철종, 고종도 화령전에서 작헌례를 올렸다. 이 외에도 화령전에서는 정기적으로 정조의 탄신일인 음력 9월 22일에 지내는 탄신제와 동지(冬至)가 지나고 일년을 마무리하는 날에 지내는 납향대제(臘享大祭)를 지냈다. 그 사이에도 매달 초하루와 보름에 화성유수는 향을 올리는 분향을 했다. 1810년(순조10)에는 내명부가 참여하는 별다례를 거행한 기록도 있다. 화령전은 왕릉과 함께 수원을 상징하는 중요한 제사시설이었다.
화령전은 정전과 이안청, 복도각 및 재실과 향대청·전사청등이 갖추어져 있고 내외삼문까지 구비되어 조선시대 국왕 초상화를 모신 영전(影殿)의 격식을 두루 갖춘 보기 드문 전각이다.

## 같이 보기
- 수원 화령전 운한각·복도각·이안청 - 보물 제2035호

## 갤러리

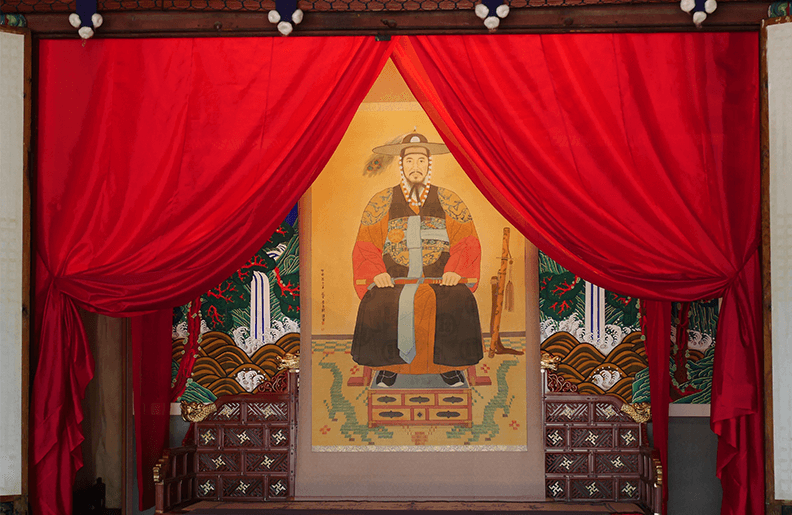
정조 어진
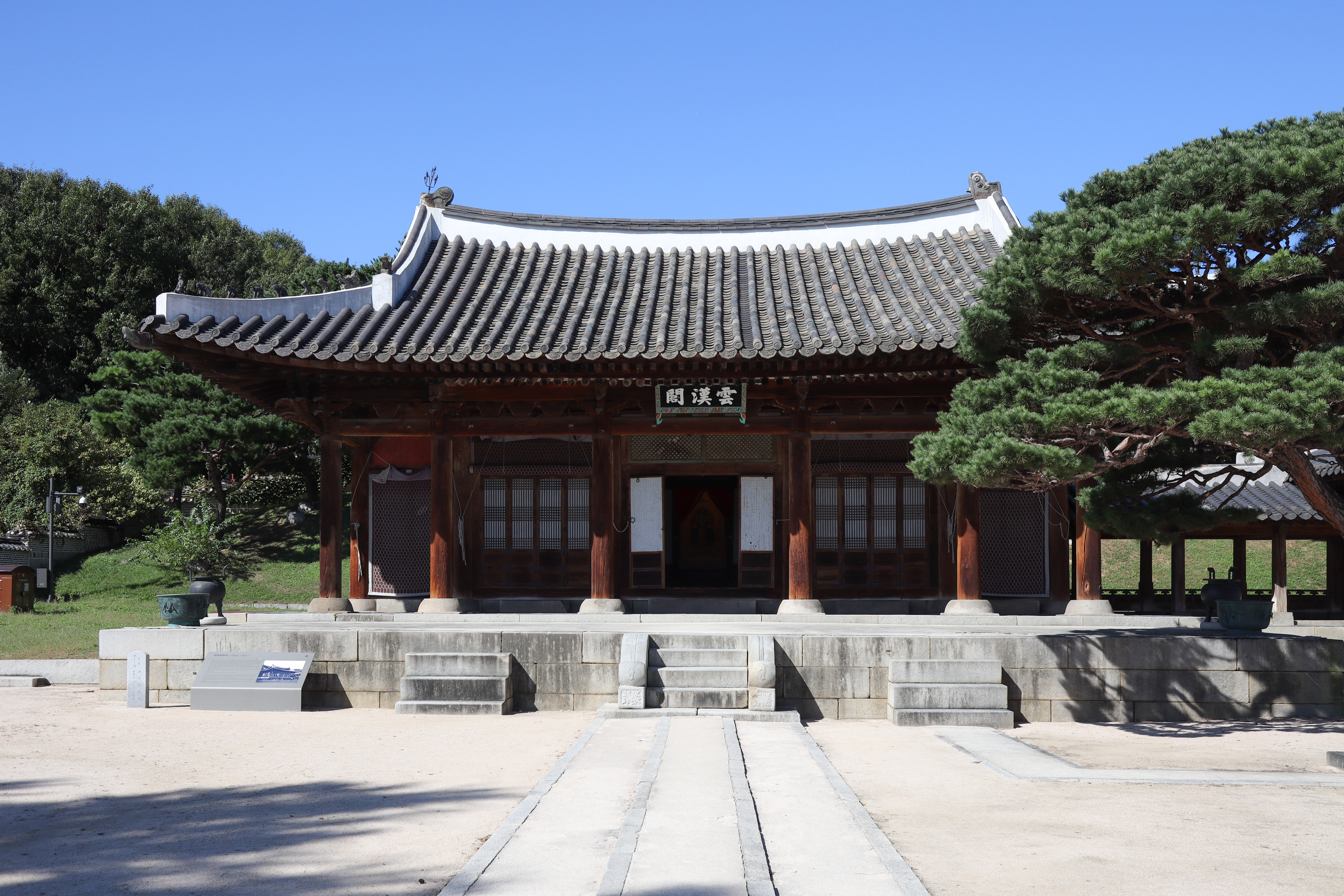
운한각
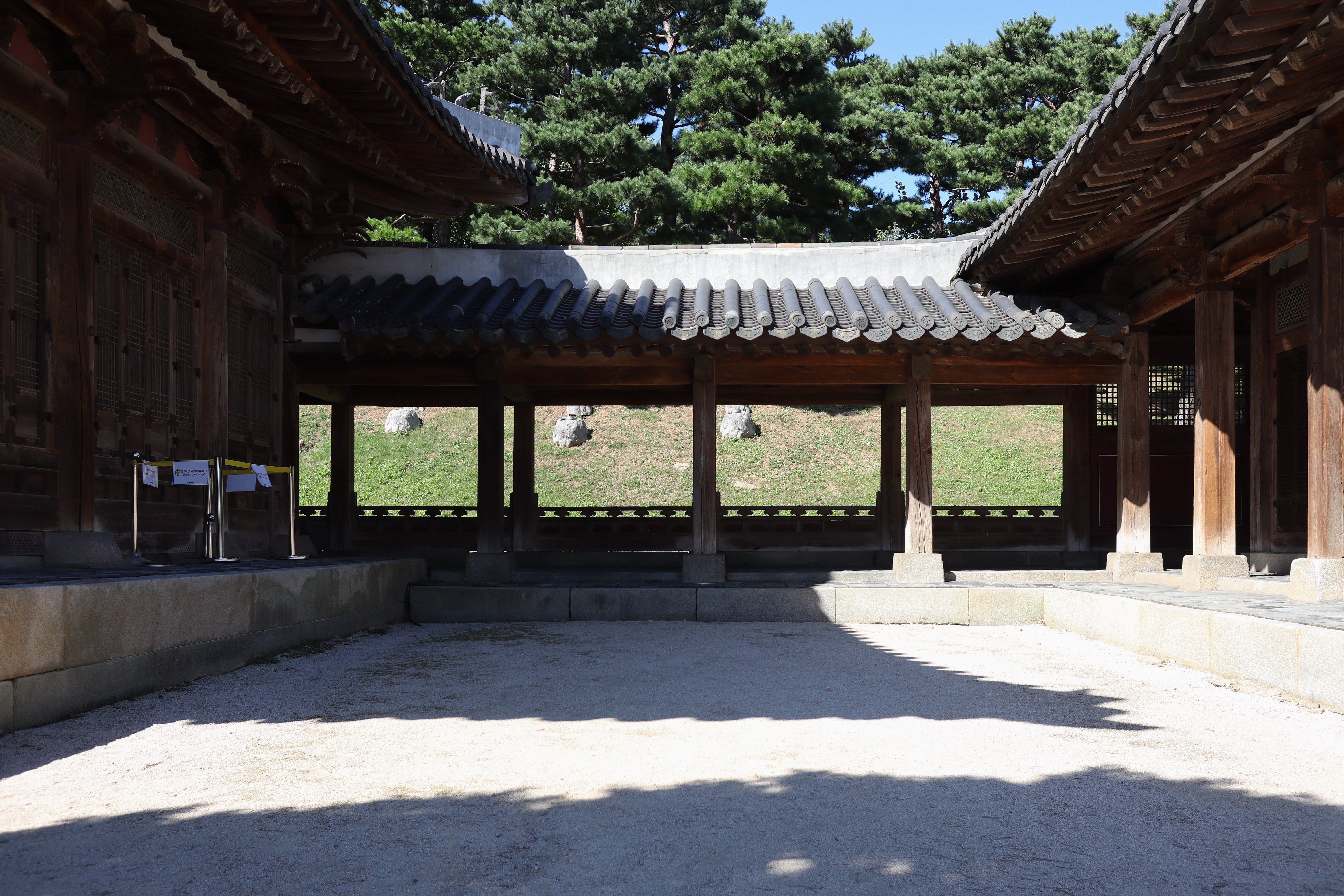
복도각
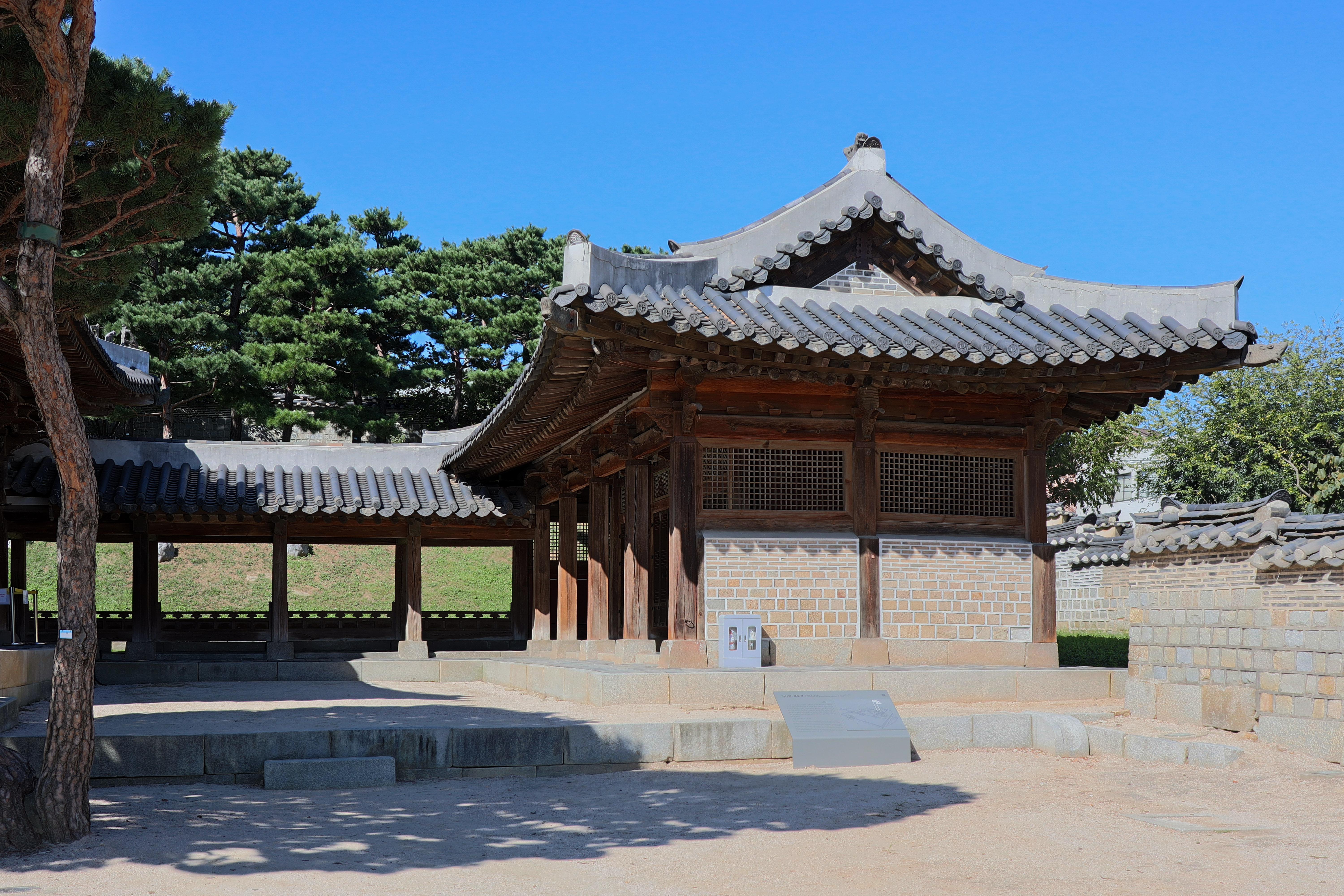
이안청
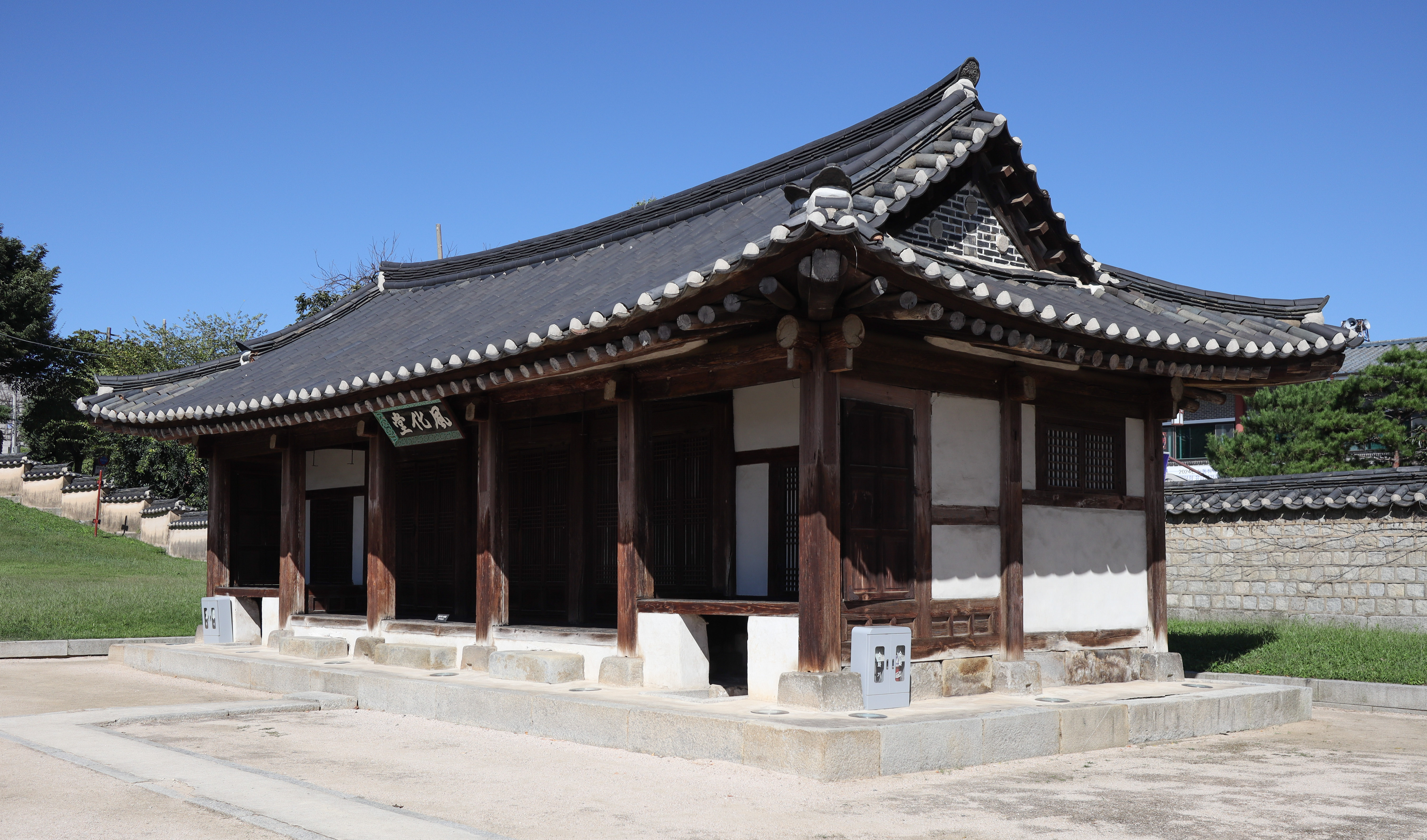
풍화당

## 참고 자료
- 수원 화령전 (水原 華寧殿) - 국가유산청 국가유산포털
- 《'어진' 모셨던 '운한각'에 불이 나면?》, 하주성, 오마이뉴스, 2009-12-28